# Acanthocercus phillipsii
Acanthocercus phillipsii es una especie de lagarto del género Acanthocercus, familia Agamidae, orden Squamata. Su masa corporal es de aproximadamente 8,529 g.

## Distribución
Se distribuye por África: Eritrea, Etiopía y noroeste de Somalia.

## Taxonomía
Fue descrita por Boulenger en 1895.
Tratamiento taxonómico
La especie aparece registrada y publicada en On the reptiles and batrachians obtained by Mr. E. Lort-Phillips in Somaliland. Ann. Mag. nat. Hist. (6) 16: 165-169.